# EIA-422
EIA-422は、「平衡デジタルインタフェース回路の電気的特性」を決める技術標準である。RS-422の公式な規格で、今はTIA-422になっている。

## 概要
データ伝送のための平衡伝送ないし差動信号の採用、単方向/無反転、伝送路のターミネートの有無、ポイントツーポイント、マルチドロップなどが定められている。マルチドロップの代わりにマルチポイントであるEIA-485と比較して、EIA-422は複数ドライバではなく複数レシーバのみ許している。
この標準の現在の表題は「TIA-422 Electrical Characteristics of Balanced Voltage Differential Interface Circuits」であって、リビジョンは現在1994年5月に発行された「B」である。また、2005年にTIA(Telecommunications Industry Association)に再び提出された。
平衡型レシーバーや、平衡型ドライバー、12メートル(40フィート)で10Mbaudものデータ速度など、この標準はいくつかキーとなる利点があった。この規格自身はデータレートの上限ではなく、ケーブル長における信号の伝送損失率を定めていた。これをプロットする図が10Mbit/sまでで止まっている。
EIA-422は非平衡、平衡信号での電気的信号特性のみを定めている。プロトコルやピンアサインは他の仕様で定義されている。このインタフェースの機械的接続は、EIA-530（DB-25コネクタ）やEIA-449（DC-37コネクタ）で定められている。しかし、送受信のペアを実装するために4つのねじ穴を持つデバイスも存在する。最大ケーブル長は1200mである。最大データ速度は1.2mで10Mビット/秒、1.2kmで100kビット/秒である。EIA-422は、たった一つのドライバーに10個までのレシーバを接続することはできるが、（EIA-485のような）真のマルチポイント接続型通信ネットワークを構築することはできない。
EIA-422のよくある使い方は、RS-232C拡張としてである。ビデオ編集スタジオでは、すべてのビデオ/オーディオのプレイヤーやレコーダーを中央制御台に接続するための制御信号をつなげるのに使われている。AppleのMacintoshでは、mini-DIN8コネクタ使用のRS-422/RS-232C互換シリアルポートが「プリンターポート」「モデムポート」またはLAN用のLocalTalkで使われていた。1998年に発売されたiMacでこれらのポートがUSBに置き換えられたため、1999年まで販売されたPower Macintosh G3シリーズを最後にMacintoshでは採用されなくなった。
EIA-422はMIL-STD-188-114Bと互換性があるが、両者は同一のものではない。EIA-422は0-5V信号を使用しているが、MIL-STD-188-114Bは0Vを中心として対称な信号を使用している。両方の仕様書の中でコモンモード電圧に対しての公差は互換性がある。
EIA-423は非平衡型信号のための似た規格である。